# Unterseeboot 1200
L'Unterseeboot 1200 ou U-1200 est un sous-marin allemand (U-Boot) de type VIIC utilisé par la Kriegsmarine pendant la Seconde Guerre mondiale.
Le sous-marin est commandé le 14 octobre 1941 à Danzig (Schichau-Werke), sa quille posée le 17 avril 1943, il est lancé le 4 novembre 1943 et mis en service le 5 janvier 1944, sous le commandement de l'Oberleutnant zur See Hinrich Mangels.
L'U-1200 n'endommage ni ne coule aucun navire au cours de l'unique patrouille (de 44 jours en mer) qu'il effectue.
Il coule dans la Manche en novembre 1944.

## Conception
Unterseeboot type VII, l'U-1200 avait un déplacement de 769 tonnes en surface et 871 tonnes en plongée. Il avait une longueur totale de 67,10 m, un maître-bau de 6,20 m, une hauteur de 9,60 m, un tirant d'eau de 4,74 m et un tirant d'air de 4,86 m. Le sous-marin était propulsé par deux hélices de 1,23 m, deux moteurs diesel Germaniawerft M6V 40/46 de 6 cylindres en ligne de 1 400 ch à 470 tr/min, produisant un total de 2 060 à 2 350 kW en surface et de deux moteurs électriques Allgemeine Elektricitäts-Gesellschaft 460/8-276 de 375 ch à 295 tr/min, produisant un total 550 kW, en plongée. Le sous-marin avait une vitesse en surface de 17,7 nœuds (32,8 km/h) et une vitesse de 7,6 nœuds (14,1 km/h) en plongée. Immergé, il avait un rayon d'action de 93 nautiques (150 km) à 4 nœuds (7,4 km/h; 4,6 milles par heure) et pouvait atteindre une profondeur de 230 m. En surface son rayon d'action était de 9 426 nautiques (soit 15 170 km) à 10 nœuds (19 km/h).
L'U-1200 était équipé de cinq tubes lance-torpilles de 53,3 cm (quatre montés à l'avant et un à l'arrière) et embarquait quatorze torpilles. Il était équipé d'un canon de 8,8 cm SK C/35 (220 coups), d'un canon de 20 mm Flak C30 en affût antiaérien et d'un canon 37 mm Flak M/42 qui tire à 15 350 mètres avec une cadence théorique de 50 coups par minute. Il pouvait transporter 26 mines Torpedomine A ou 39 mines Torpedomine B. Son équipage comprenait 4 officiers et 44 à 56 sous-mariniers.

## Historique
Il suit son temps d'entraînement à la 8. Unterseebootsflottille à Danzig jusqu'au 31 août 1944, puis intègre son unité de combat dans la 11. Unterseebootsflottille, basée à Bergen.
Après plusieurs courts passages dans divers ports norvégiens, l'U-1200 commence sa première et unique patrouille de guerre le 19 octobre 1944 au départ de Bergen pour la Manche. L'U-1200 est coulé le (ou après le) 12 novembre 1944 dans la Manche, la cause de sa perte demeurant inconnue.
L'épave de l'U-1200 est découverte en 1999 au nord-ouest de Cherbourg (Cherbourg-en-Cotentin depuis 2016) à la position 50° 02′ 07″ N, 2° 01′ 00″ O. Il n'y a eu aucune attaque sous-marine alliée effectuée dans cette zone en novembre 1944.

### Fait précédemment établi
- Coulé le 11 novembre 1944 dans l'Atlantique Nord à 60 miles au sud de Clear Island au sud de l'Irlande, à la position 50° 24′ N, 9° 10′ O, par des charges de profondeur lancées des corvettes britanniques HMS Pevensey Castle (K449) (en), HMS Launceston Castle (K397) (en), HMS Portchester Castle (K362) (en) et HMS Kenilworth Castle (K420) (en).

## Affectations
- 8. Unterseebootsflottille du 5 janvier 1944 au 31 août 1944 (Période de formation).
- 11. Unterseebootsflottille du 1er septembre 1944 au 12 novembre 1944 (Unité combattante).

## Commandement
- Oberleutnant zur See Hinrich Mangels du 5 janvier 1944 au 12 novembre 1944.

## Patrouilles
|       | Commandant            | Départ            | Départ   | Arrivée           | Arrivée  | Jours    | Succès |
| ----- | --------------------- | ----------------- | -------- | ----------------- | -------- | -------- | ------ |
|       | Oblt. Hinrich Mangels | 9 septembre 1944  | Kiel     | 11 septembre 1944 | Horten   | 3 jours  |        |
|       | Oblt. Hinrich Mangels | 29 septembre 1944 | Horten   | 30 septembre 1944 | Marviken | 2 jours  |        |
|       | Oblt. Hinrich Mangels | 1er octobre 1944  | Marviken | 1er octobre 1944  | Larvik   | 1 jour   |        |
|       | Oblt. Hinrich Mangels | 2 octobre 1944    | Larvik   | 3 octobre 1944    | Marviken | 2 jours  |        |
|       | Oblt. Hinrich Mangels | 7 octobre 1944    | Marviken | 17 octobre 1944   | Bergen   | 11 jours |        |
| 1     | Oblt. Hinrich Mangels | 19 octobre 1944   | Bergen   | 12 novembre 1944  | Coulé    | 25 jours |        |
| Total | Total                 | Total             | Total    | Total             | Total    | 44 jours | 0 t    |

Note : Oblt. = Oberleutnant zur See